# Пам'ятники Глухова

Пам'ятник Ніколі Терещенку в Глухові

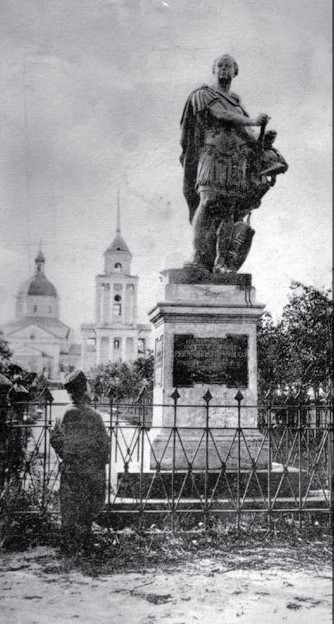
Пам'ятник П. Рум'янцеву-Задунайському в міському сквері наприкінці XIX ст.

У сучасному Глухові встановлено більш як два десятки пам'ятників, пам'ятних знаків, скульптур та монументів.

### Пам'ятник Ніколі Терещенку
23 серпня 1909 року на площі міста між Спасо-Преображенським і Трьох-Анастасіївським храмами, при грошовій допомозі Олександра Миколайовича Терещенка, глухівчани встановили пам'ятник Миколі Терещенку роботи скульптора Г. Андрєєва. На відкритті пам'ятника були присутні сотні містян, також прибула делегація з Києва. Пам'ятник мав вигляд кубічного п'єдесталу, в кріслі з високою спинкою, сидів зафіксований у бронзі Микола Артемійович у позі спокійної, мудрої людини. Як прийнято, пам'ятник встановлювали на віки, але вже невдовзі після революції його зруйнували вандали.
Зараз на основі пам'ятника, кубічного п'єдесталу, встановлений монумент пам'яті загиблим у німецько-радянській війні.

### Пам'ятник Петру Румянцеву-Задунайському
Пам'ятник П. О. Румянцеву-Задунайському у Глухові був встановлений у 1866 році, хоча бронзову статую вагою 2,5 тонни відлили ще у 1793 році в Санкт-Петербурзі за ескізами французького скульптора Рашета. До Глухова ж пам'ятник потрапив з Ляличів Суразького повіту Чернігівської губернії, з маєтку Петра Заводського — бойового товариша Румянцева, звідки його викупив у 1865 році чернігівський губернатор С. П. Голіцин за 1500 крб. та подарував місту.
Пам'ятник П. О. Румянцеву-Задунайському був встановлений неподалік місця, де до 1784 року стояла знищена пожежею Друга Малоросійська колегія, президентом якої й був Румянцев-Задунайський. Статуя простояла у міському сквері до 1919 року.

## Список пам'ятників
| Назва                                                                 | Рік встановлення | Розташування                                                                            | Фото | Короткі відомості |
| Меморіал загиблим воїнам «Матір-Вітчизна»                             | 1991             | Площа Рудченка                                                                          |      | Скульптор Сироєжкін І., архітектор Полторацький Є. |
| Меморіал. Поховання генерала Рудченка                                 |                  | Площа Рудченка                                                                          |      | |
| Пам'ятник танку Т-34                                                  | 1943             | Площа Рудченка                                                                          |      | |
| Пам'ятник Дмитру Бортнянському                                        |                  | Площа Рудченка                                                                          |      | Скульптор — Інна Коломієць |
| Пам'ятник Максиму Березовському                                       |                  | Площа Рудченка                                                                          |      | Скульптор — Інна Коломієць |
| Пам'ятний знак Тарасу Шевченку                                        | травень 1991     | Київський шлях (перехрестя вулиць Матросова і Веригінської)                             |      | Встановлено з нагоди 130-річчя перепоховання Т.Шевченка. Пам'ятний знак має вигляд стели з хрестом на верхівці.                                                                                           |
| Пам'ятник Тарасу Шевченку                                             | вересень 2017    | вулиця Києво-Московська (сквер Тараса Шевченка)                                         |      | Встановлено з нагоди 1025-річчя Глухова |
| Пам'ятник партизанам Глухівщини                                       | 1973             | Вулиця Терещенків (біля Скоропадського озера)                                           |      | Опис: посеред круглого насипу (0,8 м), на трьохгранному бетонному пілоні (4,5 м) встановлено залізобетону скульптуру партизана (3,0 м). На стороні чола пілона — напис. Скульптор Горовий Іван Семенович. |
| Меморіал партизанам Глухівщини                                        |                  | Вулиця Терещенків (біля музею Ковпака)                                                  |      | |
| Пам'ятник викладачам і учнями                                         | 1975             | Глухівський коледж Сумського Національного Аграрного Університету                       |      | Пам'ятний знак викладачам і учнями Глухівського технікуму електрифікації і гідромеліорації сільського господарства, які загинули в роки Великої Вітчизняної війни                                         |
| Пам'ятник Олександру Пушкіну                                          |                  | Літній парк                                                                             |      | |
| Пам'ятний знак на честь 300-річчя гетьманської столиці                |                  | Площа Рудченка                                                                          |      | |
| Пам'ятний знак на честь 1000-ліття Глухова                            |                  | На в'їздах у місто зі сторони Рильська, Путивля та Ямполя (три однакові пам'ятні знаки) |      | |
| Пам'ятник історичній техніці                                          | 2009             | Глухівський коледж Сумського Національного Аграрного Університету                       |      | Серед іншої техніки присутній трактор «ТД-54» отриманий Глухівським МТС у 1950 році |
| Пам'ятник автомобілю «ГАЗ-ММ»                                         |                  | Вулиця Путивльска, 68 (біля АТП-15939)                                                  |      | |
| Монумент загиблим у ВВв учителям і учням Глухівської ЗОШ № 3          |                  | Вулиця Києво-Московська (біля школи № 3)                                                |      | |
| Меморіал загиблим у роки ВВв                                          | 1941 — 1943      | Урочище Борок                                                                           |      | |
| Монумент в пам'ять загиблим у Другій Світовій війні євреям Глухівщини | 1995             | Урочище Борок                                                                           |      | |
| Меморіал «Алея слави»                                                 | 2008             | Вулиця Києво-Московська (біля військкомату)                                             |      | |
| Пам'ятний знак «Жертвам Голодомору»                                   |                  | Площа Свободи біля Тюремного замку                                                      |      | Автор проєкту Матюхін Г. О. |
| Пам'ятник «Українка»                                                  |                  | На виїзді з Гухова у напрямку Путивля (біля автодороги Р44)                             |      | |
| Пам'ятник воїнам-афганцям                                             |                  | Вулиця Києво-Московська (біля дитячої музичної школи)                                   |      | |
| Пам'ятник жертвам чорнобильської трагедії                             |                  | Вулиця Києво-Московська (біля дитячої музичної школи)                                   |      | |
| Пам'ятник військовим ракетних військ стратегічного значення           | 2011             | Вулиця Терещенків (мікрорайон — «Військове містечко» або (рос.)«Пьяная книга»)          |      | |
| Дошка пошани «Почесні громадяни Глухова» та «Наша гордість»           | 2011             | Площа Рудченка                                                                          |      | Дошку пошани «Почесні громадяни Глухова» встановлено з метою вшанування осіб, яким рішенням Глухівської міської ради присвоєно звання «Почесний громадянин Глухова».                                      |
| Пам'ятник людям, які ввідали життя за Батьківщину в 1941—1945 роках   |                  | Вулиця Берегова (біля школи № 5)                                                        |      | |
| Пам'ятний знак «Героям Небесної Сотні та Революції Гідності»          | 2015             | вул. Героїв Небесної Сотні                                                              |      | Пам'ятний знак встановлений у Глухові на честь героїв Небесної Сотні, котрі загинули в період Революції Гідності                                                                                          |

## Колишні пам'ятники
| Назва                                 | Роки існування | Розташування | Фото | Короткі відомості          |
| Пам'ятник Карлу Марксу                | ?-2015         | Вулиця Києво-Московська, 24 (біля Глухівського національного педагогічного університету імені Олександра Довженка) |      |                            |
| Пам'ятник Леніну                      | ? — 2015       | Площа Рудченка |      |                            |
| Пам'ятник Циганку Василю Омельяновичу | 1972-2015      | Площа Рудченка |      | Скульптор — І. С. Горовий. |